# Lowe Stokes

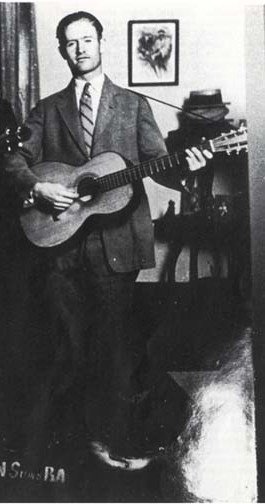
Lowe Stokes um 1922

Lowe Stokes (* 1898 oder 1900 in Elijay, Georgia, als Marcus Lowell Stokes; † 1983) war ein US-amerikanischer Old-Time-Musiker. Stokes war Mitglied der Skillet Lickers und spielte in der Entwicklung deren unvergleichbaren  Klanges eine wichtige Rolle.

## Leben

### Kindheit und Jugend
Neben 1898 geben einige Quellen auch das Jahr 1900 als Stokes Geburtsjahr an, welche Angaben aber stimmen, ist nicht mit Sicherheit zu sagen. Von seinem Vater und großen Bruder lernte er Fiddle zu spielen. Von dem Fiddler Joe Lee lernte er das Stück Katy Hill, mit dem er die meisten Preise bei Fiddler’s Conventions gewann. “I’d win most of my prizes on that”, erinnerte Stokes sich später, “[Joe Lee was] the best fiddler I ever heard.”

### Karriere

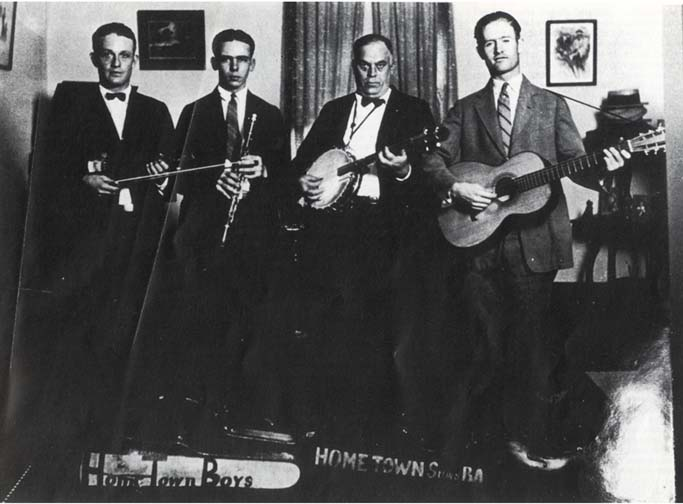
Lowe Stokes (rechts) mit Clayton McMichens Hometown Boys

1918 begann Stokes, der regelmäßiger Teilnehmer der Atlanta Fiddler's Conventions, in der Band Clayton McMichens, der Lick the Skillet Band, zu spielen, die später in den Hometown Boys aufgehen sollte. Mit McMichen spielte Stokes im Laufe der Jahre immer wieder, auch auf späteren Plattenaufnahmen. Ob auf Tourneen, lokalen Auftritten oder im Radio WSB, oftmals wurde er von McMichen begleitet. Ab 1925 spielte Stokes von Zeit zu Zeit mit anderen Gastspielern wie Bert Layne in der Supergroup Gid Tanner’s Skillet Lickers, die aus den vier Kernmusikern Gid Tanner, Riley Puckett, Fate Norris und Clayton McMichen bestand. Als dritter Fiddler hatte er einen entscheidenden Anteil an dem „wilden“ Klang der Gruppe.
Neben den Skillet Lickers arbeitete Stokes auch mit John Dilleshaw in seiner Band. In den späten 1920er-Jahren leitete Stokes auch seine eigene Band, die North-Georgians, mit denen er für Columbia Records zahlreiche Aufnahmen machte. Sein Repertoire bestand hauptsächlich aus alten Fiddle-Melodien, aber auch au aktuellen Popsongs, Rags und Blues. Mit A.A. Gray spielte er unter dem Pseudonym The Swamp Rooters die Platte Swamp Cat Rag / Citaco bei Brunswick Records ein.
Stokes Leben wurde jedoch von mindestens drei schweren Zwischenfällen erschüttert. Während der Tourneen der Skillet Lickers wurde er mehrere Male angegriffen und an Weihnachten 1930 wurde er in eine Schießerei verwickelt; in der Folge musste seine Hand amputiert werden. Bert Layne erinnert sich daran folgendermaßen: „I broke for Cartersville. That was the town he’d got shot the day before.“ Ein lokaler Arzt behandelte Stokes nach dem Vorfall und Bert Layne entwickelte zusammen mit einem befreundeten Mechaniker eine Prothese, die es Stokes erlaubte, wieder Fiddle zu spielen.
Trotz der schweren Verwundung erholte Stokes sich wieder und lernte mit der Prothese umzugehen. Nach 1930 rückte die Musik jedoch mehr und mehr in den Hintergrund und Stokes ging bis zu seiner Pension einer geregelten Arbeit nach. Auftritte unternahm er aber lange Zeit weiterhin, verlor im Alter jedoch das Interesse an der Fiddle. 1981 schenkte man ihm zu Weihnachten eine neue Fiddle und Stokes begann wieder aufzutreten. 1982 vereinigte er sich wieder mit einigen seiner alten Weggefährten aus den 1920er-Jahren und trat bei der Brandywine Mountain Music Convention auf. Lowe Stokes starb ein Jahr später.

## Diskografie

### Singles
Dort, wo nichts vermerkt ist, wurden die Singles mit der Band The North-Georgians eingespielt.
| Jahr              | Titel                                                               | Anmerkungen                                                          |
| ----------------- | ------------------------------------------------------------------- | -------------------------------------------------------------------- |
| Columbia Records  |                                                                     |                                                                      |
| 1928              | Unexplained Blues / Home Brew Rag                                   |                                                                      |
| 192?              | Wave That Frame / Take Me to the Land of Jazz                       |                                                                      |
| 1929              | Katy Did / Take Me Back to Georgia                                  | mit Mike Whitten                                                     |
| 1930              | Left All Alone Again Blues / Wish I Had Stayed in the Wagon Yard    |                                                                      |
| 1930              | Sailin' Down the Chesapeake Bay / Everybody’s Doing It              |                                                                      |
| 1930              | It Just Suits Me / Bone Dry Blues                                   |                                                                      |
| 1930              | Billy in the Low Ground / Sally Johnson                             | mit Riley Puckett                                                    |
| 1930              | Prohibition Yes or No, Pt.1 / Prohibition Yes or No, Pt.2           | mit Riley Puckett                                                    |
| 193?              | Row Row Row / Sailing on the Robert E. Lee                          |                                                                      |
| Brunswick Records |                                                                     |                                                                      |
| 192?              | Great Hatfield & McCoy Feud Pt.1 / Great Hatfield & McCoy Feud Pt.2 | A-Seite als Stokes-Miller-Mcmichen; B-Seite als Stokes’ Georgia Boys |
| 192?              | Great Hatfield & McCoy Feud Pt.3 / Great Hatfield & McCoy Feud Pt.4 | als Stoke’s Georgia Boys                                             |
| 1930              | Swamp Cat Rag / Citaco                                              | mit A.A. Gray                                                        |

### Alben
- 2000: Lowe Stokes, Vol.1: 1927–1930